# Волонтеризам
Волонтеризам (волонтерство, волонтирање) је мобилизација и ангажовање појединаца и група који добровољно пристају да пружају услуге одређеној популацији, уз адекватну селекцију и припрему. Волонтеризам је заснован на идејама самопомоћи, узајамне помоћи и филантропије. Најчешће се спроводи у верским, хуманитарним, социјалним као и невладиним организацијама. Волонтери се воде као непрофесионалци, али уз добру селекцију, припрему, супервизију и фидбек могу постићи знатни степен професионализма.
Волонтер, реч латинског порекла која по савременом схватању означава особу која сопственом вољом (добровољно), индивидуално или организовано, пружа своје услуге онима којима су неопходне, без материјалне надокнаде која превазилази трошкове пружања услуга. Широк дијапазон мотива због којих се неко одлучује за волонтерски рад захтева систематичан и стручно вођен процес, како би услуге волонтера биле најцелисходније са становишта интереса корисника и самог волонтера.
Глобална волонтерска радна снага се процењује на 109 милиона радника који раде пуно радно време. 30% волонтерског рада се спроведе формално кроз различите организације, удружења и групе, а 70% се спроведе кроз неформално ангажовање појединаца. 60% неформалних волонтера су жене.

## Историја
Блиско повезан са религијом, акт волонтирања је присутан у Великој Британији почев од средњег века, у контексту помагања болеснима и сиромашнима. Процењено је да је у Енглеској у 12. и 13. веку било најмање 500 болница базираних на волонтерском раду.
Сматра се да је глагол “волонтирати”, настао од француског појма volontaire и да је први пут употребљен 1755. године, у вези са добровољним одласком у војну службу. Стална потреба за заштитом од спољних опасности, условила је све чешће коришћење и ширење овог појма, иако све време у вези са војном помоћи. Тек средином 19. века, овај глагол почиње да се употребљава ван војног контекста.
Организовано волонтирање се први пут може видети у 19. веку, попут YМCА који су отворили своја врата 1844. године у Лондону. Они су реализовали различите активности укључујући обезбеђивање спортских објеката, држање часова о различитим вештинама, проповедање хришћанства, хуманитарни рад. Током 20. века, основано је више волонтерских организација, попут Ротари клуба који је основан са циљем умрежавања појединаца различитих профила ради размене идеја.
У Америци је Бенџамин Френклин развио прву волонтерску ватрогасну станицу 1736. године, а волонтери данас чине више 70% свих ватрогасаца у Америци. Током америчког рата за независност, грађани су волонтерски организовали бојкот увоза из Велике Британије и сакупљали новац за потребе рата, а постојала је и волонтерска милиција, тзв. минуташи. И у Америци је 19. век обележио развој волонтирања и појаву волонтерских организација као што су YMCА, Амерички црвени крст и Јединствени пут.
Важан пример волонтирања у ово доба је била је медицинска помоћ коју је Клара Бартон пружала током Грађанског рата у Америци који је почео 1861. године. Њен рад током рата је довео до стварања Америчког црвеног крста који је она основала. Крајем Другог светског рата, волонтирање је први пут постало међународно. Овај период обележило је стварање прве глобалне волонтерске организације – Мировни корпус, која је основана 1960. године, у Америци.

## Типови волонтирања

### 1. Волонтирање засновано на вештинама
Волонтирање базирано на вештинама подразумева коришћење специјализованих вештина и талената појединаца за јачање капацитета непрофитних организација да успешно спроводе своју мисију. Супротно од традиционалног волонтирања, овде није потребна никаква обука.

### 2. Волонтирање у земљама у развоју (међународно волонтирање)
Веома популаран тип волонтирања међу младим људима, а посебно студентима јесте путовање у локалне заједнице земаља у развоју ради рада на пројектима са локалним организацијама. Активности укључују учење енглеског језика, рад у сиротиштима, очување природе, помоћ невладиним организацијама у медицинском раду. Међународно волонтирање је корисно како за локалне заједнице, тако и за саме учеснике јер код њих развија различита знања и вештине.

### 3. Волонтирање у области заштите животне средине
Циљ овог типа волонтирања је да допринесе очувању животне средине или менаџменту у животној средини. Волонтери реализују различите активности попут мониторинга животне средине, еколошке ресторације попут уклањања корова и формирања вегетације, заштите угрожених врста животиња и едукације других о животној средини.

### 4. Волонтирање у ванредним ситуацијама
Волонтирање у ванредним ситуацијама подразумева помоћ преживелима поплава, пожара, урагана, суша, земљотреса, а волонтерске акције су кључне за опоравак заједница у оваквим ситуацијама. Тако нпр. велики број волонтера укључио се по први пут након позива на акцију одговора на земљотрес који је погодио Јапан 1995. године. Цунами и земљотрес у индијском океану који се догодио 2004. године, привукао је велики број волонтера из целог света који су послати да помогну од стране невладиних организација, владиних институција и Уједињених нација.
Волонтирање у ванредним ситуацијама, поред људских, спашава и животе животиња. Када је ураган Катрина 2005. године изазвао трагедију у којој је животе изгубило готово 2000 људи и огроман број животиња, волонтери америчког хуманог друштва за заштиту животиња спровели су преко 30 акција спашавања животиња из угрожених подручја.

### 5. Корпоративно волонтирање
Корпоративно волонтирање подразумева да компанија дозволи волонтирање својих запослених у непрофитним организацијама по свом избору, користећи плаћено радно време током договореног периода у тогу године. Већина компанија на листи “Fortune 500” дозвољава својим запосленима да волонтирају током радних сати. Формализовани програми волонтирања запослених се сматрају делом напора компаније ка постизању стандарда одрживости и друштвене одговорности. Око 40% компанија на листи “Fortune 500” дају непрофитним организацијама новчане донације које се називају волонтерски грантови, као начин препознавања запослених који значајно време посвећују волонтирању у заједници. Главни мотиватори за компаније које имају своје програме волонтирања запослених су изградња бренда, учвршћивање поверења и лојалности потрошача, јачање корпоративне слике и репутације, веће задржавање запослених у компанији, повећање продуктивности и лојалности запослених и као начин остварења стратешких циљева.

## Користи од волонтирања
Постоје физичке, емотивне, друштвене, професионалне и многе друге користи од волонтирања. Људи углавном желе да волонтирају не зато што то њима користи, већ зато што на тај начин могу да помогну другима који су мање срећни од нас и да остваре неку промену. Међутим, када волонтирамо, примећујемо суптилну промену у нама. Осећамо се више повезаним са другима и мање под утицајем стреса који доноси свакодневни живот. Тада делимо своја искуства са другима и желимо још више да допринесемо.
Волонтирање јача и гради заједницу и социјалне везе унутар ње. Ствара се повезаност са људима којима помажемо и граде пријатељства са другим волонтерима.
Усамљеност и друштвена изолација представљају две најозбиљније епидемије данашњице. Скоро 45% људи у Великој Британији и Америци признају да се осећају усамљено, а једна у десет одраслих особа признаје да нема блиских пријатеља. Волонтирање решава овај проблем.
Волонтирање повећава друштвеност, јача везе између пријатеља, породице и колега. Људи постају блискији, граде снажније везе са другим људима када заједно раде. Стална друштвена интеракција унапређује ментално и физичко здравље као и имуни систем, јача мождану функцију, развија емоционалну стабилност и смањује ризик од депресије и анксиозности.
Када тинејџери и младе особе волонтирају, оне развијају самопоуздање, самоувереност и осећање сопствене вредности. С обзиром да у данашње време и дечаци и девојчице често имају проблема са самопоуздањем, волонтирање им може помоћи, променити и знатно унапредити њихов живот.
Волонтирање је корисно за старије особе јер их мотивише да се крећу и буду активни, да изађу из свог дома, друже се и сарађују са другим људима и да ојачају осећај сопствене сврхе. Тиме унапређују сопствено ментално здравље и бољи поглед на живот. Студије наводе да старији волонтери имају највише физичке користи од волонтирања највероватније јер бити активан и укључен узрокује осећај среће. Старији људи који волонтирају се често осећају млађе, а људи са хроничним болестима могу имати слабије симптоме и бол. Нека истраживања указују да волонтирање смањује ризик од срчаних обољења.
Волонтирање даје веће шансе за запослење и унапређује каријеру. Многи послодавци позитивно гледају на кандидате са волонтерским искуством. Такође, волонтирање у коме особа користи своје таленте и вештине за добробит других, помаже развијању тих талената и вештина јер представља преко потребну шансу за обуку.
Корпоративна филантропија је један од најзначајнијих трендова у волонтерском свету данас. Све више великих компанија финансијски подржавају националне и локалне непрофитне програме. Они креирају волонтерске програме за запослене како би помогли њиховим филантропским напорима и задржали запослене. Компаније подстичу запослене да посвете одређен број плаћених радних сати сваке године волонтерским програмима.

## Волонтерски менаџмент
Волонтерски менаџмент се односи на систематичан и логичан процес рада са и помоћу волонтера како би се достигли циљеви организације. Волонтерски менаџмент је постало занимање током касних 1960-тих и раних 1970-тих година, када су у непрофитним организацијама волонтери углавном радили дугорочно. У то време, људи су волонтирали као алтернатива запослењу. Када су зачетници ове области почели да раде на препознавању волонтерског менаџмента као професије, усвојили су већи број стандардних оперативних процедура попут писаних описа послова и интервјуа како би утврдили прихватљивост волонтера за дату улогу. Људи који су волонтирали као алтернатива запослењу су ове праксе доживљавали позитивно, сматрајући да су на неки начин подизале њих статус.
Волонтерски менаџери мотивишу, воде и надгледају волонтере у организацијама, институцијама и компанијама, односно на догађајима. Улога волонтерског менаџера се најчешће састоји од управљачких, оперативних и административних задатака, попут дефинисања описа послова за волонтере, регрутације и управљања волонтерима, попуњавања листе учесника и друго.
Рад волонтера мора бити ефикасно организован и професионално обављан. Који год посао да раде волонтери морају професионално да га обављају. Организација треба да сагледа посебне способности сваког појединца. Ако организација жели да има групу успешних и задовољних волонтера она мора препознати своје потребе, као и потребе волонтера.
Волонтери могу веома користити организацијама. Могу обављати различите послове попут административне подршке, комуникације, организације догађаја и друго. Волонтери могу бити главна спона између организације и заједнице за коју ради. Као амбасадори организације, волонтери могу допрети до великог броја људи у заједници – до своје породице, пријатеља, колега и других људи. Међутим, важно је препознати да волонтери нису само бесплатна испомоћ. Они захтевају инвестицију вредног времена запослених у организацији. Због тога успех волонтерског програма зависи од снажног темеља који се налази у организационим процедурама, снажном лидерству и систему који омогућава волонтерима да подрже организацију. Додавање волонтера у нестабилну организацију може само погоршати ситуацију и покварити репутацију организације.
Резултати једне студије указују да уколико организације желе да им волонтерски програми успеју, прво морају довести своју кућу у ред. Обављена телефонска испитивања 1030 људи и интервјуи са додатних 1400 људи довели су до интересантних закључака:
- На првом месту листе разлога зашто волонтери одлазе из организација јесте недостатак времена (65% испитаника);
- Две петине испитаника (38%) је рекло да би желело више да волонтира, а три петине (58%) је рекло да би радо волонтирало када би организације корисније користиле њихово време.
- Половина испитаника (52%) је рекла да би радије волонтирала у организацији која “има репутацију да се њоме добро управља”
- Два од пет волонтера (40%) су престали да волонтирају у организацијама због лоших менаџерских и волонтерских пракси – посебно јер се самом организацијом није добро управљало или се није добро користило време волонтера.[23]

Због тога је први корак у процењивању колико је организација спремна за ангажовање и координисање волонтера. Уколико је одговор позитиван потребно је одредити улогу волонтера у организацији и њихове описе послова. Након тога, обавља се регрутација и избор волонтера, обука одабраних волонтера за одређене послове, управљање и надзор над њиховим радом. Пре него што се волонтери ангажују, потребно је да запослени и менаџмент организације буду потпуно сигурни да подржавају волонтерски програм и ова подршка и посвећеност укључивању волонтера мора доћи са највиших нивоа организације јер се на тај начин креира позитиван амбијент који привлачи и задржава волонтере.

## Волонтирање у Србији
У Србији постоји много различитих прилика за волонтирање. Различите непрофитне организације, али и компаније редовно ангажују волонтере да обављају послове на различитим непрофитним акцијама, фестивалима, спортским и другим догађајима. Прилике за волонтирање се објављују на веб страницама Канцеларија за младе, непрофитних организација и других сајтова посвећених волонтирању, као што су Канцеларија за младе и Волонтер.рс. Архивирано на веб-сајту  (1. децембар 2019)

## Међународни дан волонтера
Међународни дан волонтера, обележава се 5. децембра када се слави и промовише волонтирање. Овај датум, прогласила је Генерална скупштина Уједињених нација,  1985. године, као подсећање на дан када је 1970. године створен Програм УН за волонтере.
Међународни дан волонтера славе организације цивилног друштва, компаније, институције. Обележава га и подржава Програм Уједињених нација за волонтерство који сваке године координише кампању за обележавање овог датума промовишући утицај волонтера на заједнице, национално и глобално. 2018. године, фокус Међународног дана волонтера је био у томе да истакне улогу волонтера у изградњи отпорних заједница.
Традиционално, на Међународни дан волонтера, Програм Уједињених нација за волонтерство организује доделу награда за волонтерство путем интернета. Жири састављен од представника Програма Уједињених нација за волонтерство и спољних експерата у волонтерству и развојној сарадњи прегледа номинације и проглашава победнике. Циљ доделе ове награде је препознавање доприноса волонтирања путем интернета за достизање циљева одрживог развоја и инспирација грађана широм света причама победника.